# 나카이도 레이치
나카이도 레이치(仲井戸麗市, 1950년 10월 9일 ~ )는 일본의 기타리스트, 보컬리스트, 싱어송라이터이다. 일본 도쿄도 신주쿠구에서 태어나고 자랐다. 예명의 "레이치"는 도노반 필립스 레이치의 성씨에서 따온 것이다. 애니메이션 Serial experiments lain의 사운드트랙을 담당하기도 했다.

## 같이 보기
- 이마와노 키요시로
- 이즈미야 시게루
- Serial experiments lain